# Líneas SV (EMT Madrid)

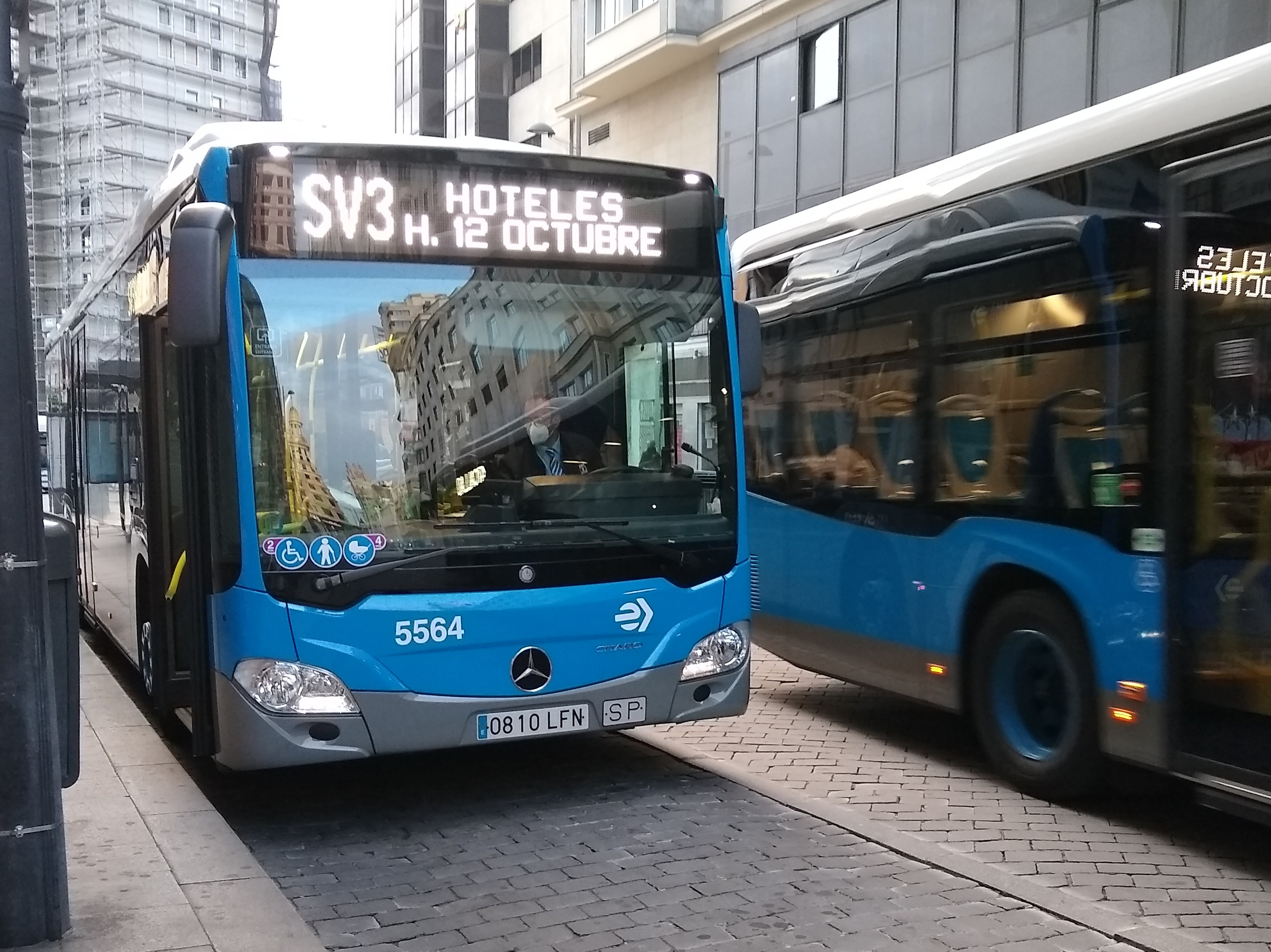
Autobús en el SV3

Las líneas SV1, SV2, SV3, SV4 y SV5 de la EMT de Madrid eran unas líneas operadas por conductores voluntarios que conectaban diversos hoteles con hospitales para llevar a personal sanitario en su respuesta a la pandemia de coronavirus. Tenían servicios muy limitados y su uso era gratuito. Estuvieron en servicio entre el 30 de marzo y el 31 de mayo de 2020, transportando a unos 3100 viajeros.
La línea SV1 conectaba el Hotel B&B con la Clínica Navarra, la SV2 conectaba Callao con el Hospital Infanta Leonor, la SV3 Callao con el Hospital 12 de Octubre, la SV4 el Hotel Petit Palace President con el Hospital 12 de Octubre y la SV5 el Hotel Petit Palace President (Serrano) con el Hospital Infanta Leonor

## LíneaSV1
La línea conectaba el Hotel B&B con la Clínica Navarra sin hacer paradas intermedias.
| Hotel B&B                     | Clínica Navarra |
| ----------------------------- | --------------- |
| → Dirección Clínica Navarra → |                 |
| 7:00                          | 7:20            |
| 19:00                         | 19:20           |
| ← Dirección Hotel B&B ←       |                 |
| 8:15                          | 8:00            |
| 20:15                         | 20:00           |

## LíneaSV2
Conectaba la estación de Callao con el Hospital Infanta Leonor, haciendo parada en Gran Vía, el Hospital del Niño Jesús y el hotel medicalizado Ayre Gran Hotel Colón.
| Callao                                | Gran Vía con Pedro Zerolo | Hospital del Niño Jesús | Ayre Gran Hotel Colón | Hospital Infanta Leonor |
| ------------------------------------- | ------------------------- | ----------------------- | --------------------- | ----------------------- |
| → Dirección Hospital Infanta Leonor → |                           |                         |                       |                         |
| 6:50                                  | 6:55                      | 7:05                    | 7:10                  | 7:30                    |
| 13:50                                 | 13:55                     | 14:05                   | 14:10                 | 14:30                   |
| 20:50                                 | 20:55                     | 21:05                   | 21:10                 | 21:30                   |
| ← Dirección Callao ←                  |                           |                         |                       |                         |
| 8:55                                  | 8:50                      | 8:40                    | 8:35                  | 8:15                    |
| 15:55                                 | 15:50                     | 15:40                   | 15:35                 | 15:15                   |
| 22:55                                 | 22:50                     | 22:40                   | 22:35                 | 22:15                   |

## LíneaSV3
Conectaba la estación de Callao con el Hospital 12 de Octubre, haciendo parada en Gran Vía y el Paseo del Prado a la altura de la calle Atocha.
| Callao                               | Gran Vía con Pedro Zerolo | Prado con Atocha | Hospital 12 de Octubre |
| ------------------------------------ | ------------------------- | ---------------- | ---------------------- |
| → Dirección Hospital 12 de Octubre → |                           |                  |                        |
| 7:10                                 | 7:15                      | 7:20             | 7:30                   |
| 14:10                                | 14:15                     | 14:20            | 14:30                  |
| 21:10                                | 21:15                     | 21:20            | 21:30                  |
| ← Dirección Callao ←                 |                           |                  |                        |
| 8:35                                 | 8:30                      | 8:25             | 8:15                   |
| 15:35                                | 15:30                     | 15:25            | 15:15                  |
| 22:35                                | 22:30                     | 22:25            | 22:15                  |

## LíneaSV4
Conectaba el Paseo de la Castellana a la altura del Ministerio del Interior con el Hospital 12 de Octubre, haciendo parada en los hospitales de La Princesa, Santa Cristina y Gregorio Marañón.
| P.º Castellana con Ministerio del Interior                   | Hospital de La Princesa | Hospital Santa Cristina | Hospital Gregorio Marañón | Hospital 12 de Octubre |
| ------------------------------------------------------------ | ----------------------- | ----------------------- | ------------------------- | ---------------------- |
| → Dirección Hospital 12 de Octubre →                         |                         |                         |                           |                        |
| 7:00                                                         | 7:10                    | 7:18                    | 7:20                      | 7:30                   |
| 14:00                                                        | 14:10                   | 14:18                   | 14:20                     | 14:30                  |
| 21:00                                                        | 21:10                   | 21:18                   | 21:20                     | 21:30                  |
| ← Dirección Paseo de la Castellana-Ministerio del Interior ← |                         |                         |                           |                        |
| 8:47                                                         | 8:37                    | 8:30                    | 8:28                      | 8:15                   |
| 15:47                                                        | 15:37                   | 15:30                   | 15:28                     | 15:15                  |
| 22:47                                                        | 15:37                   | 22:30                   | 22:28                     | 22:15                  |

## LíneaSV5
Conectaba la calle Serrano frente al número 66 con el Hospital Infanta Leonor, haciendo parada en el Paseo del Prado a la altura de Atocha.
| Serrano con Ortega y Gasset           | Prado con Atocha | Hospital Infanta Leonor |
| ------------------------------------- | ---------------- | ----------------------- |
| → Dirección Hospital Infanta Leonor → |                  |                         |
| 7:00                                  | 7:10             | 7:30                    |
| 14:00                                 | 14:10            | 14:30                   |
| 21:00                                 | 21:10            | 21:30                   |
| ← Serrano - Ortega y Gasset ←         |                  |                         |
| 8:45                                  | 8:35             | 8:15                    |
| 15:45                                 | 15:35            | 15:15                   |
| 22:45                                 | 22:35            | 22:15                   |